# 현수면

현수면(懸垂面, catenoid)은 현수선을 x축에 대해 회전한 곡면으로 극소곡면이다.
축(회전 표면)을 중심으로 현수 곡선을 회전시켜 발생하는 일종의 표면이다. 닫힌 공간에 의해 경계가 지어졌을 때 최소한의 면적을 차지한다는 것을 의미하는 최소한의 표면이다. 1744년 수학자 오일러(Leonhard Euler)가 공식적으로 기술했다.
두 개의 원형 링에 부착된 비누막(soap film)은 카테노이드 모양을 취한다. 현수면은 나선체의 일부로 구부러질 수 있으며 그 반대도 가능하다.